# Histoire de la Corée du Nord

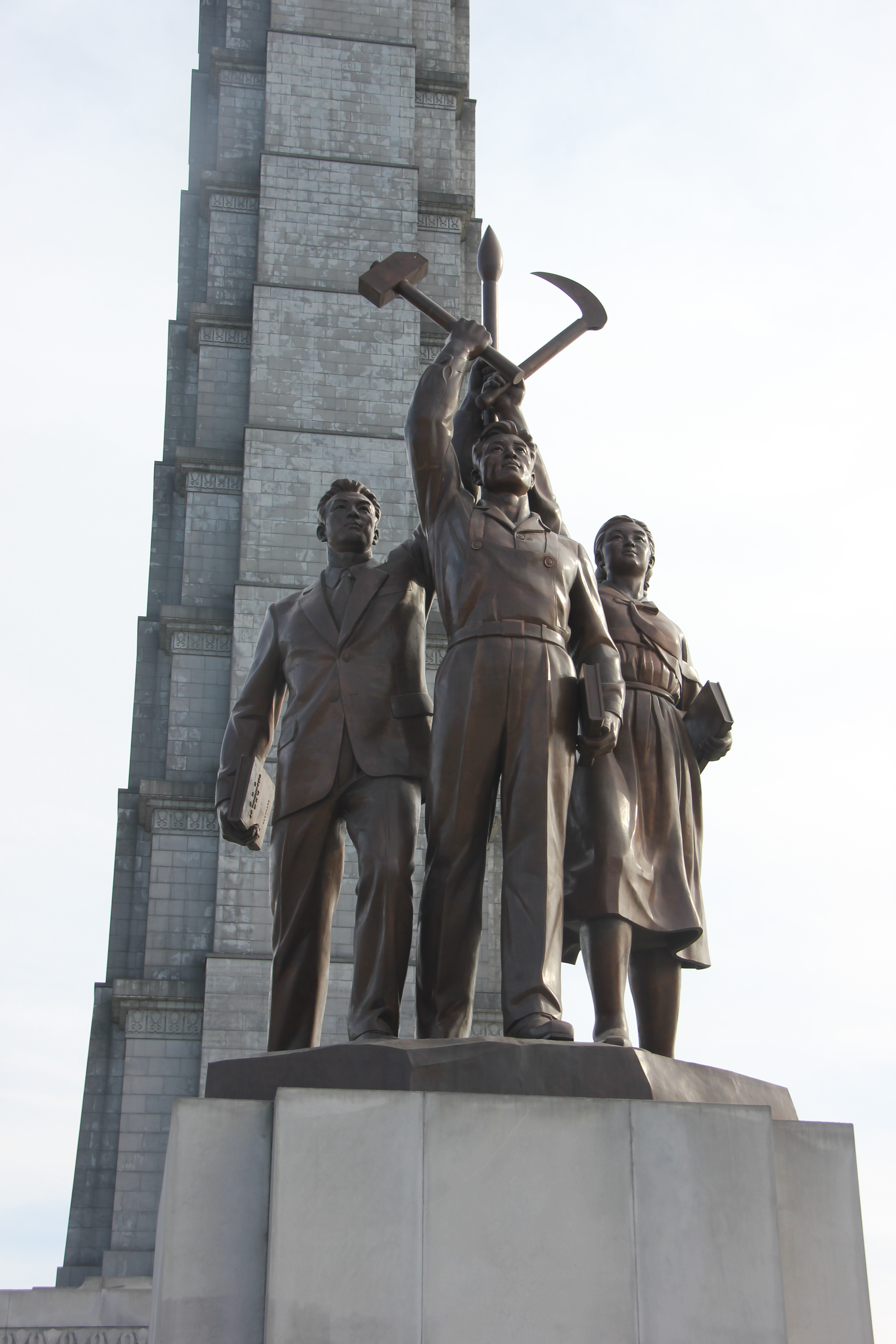
Statues au pied de la tour du Juche à Pyongyang.

L'histoire de la Corée du Nord commence au lendemain de la capitulation du Japon le 15 août 1945, Kim Il-sung, qui avait dirigé l'Armée révolutionnaire populaire coréenne (ARPC) dans la résistance communiste coréenne à l'occupation japonaise, s'impose comme le principal dirigeant du pays en tant que secrétaire général du Parti du travail de Corée, issu de la fusion du Parti communiste et du Parti néo-démocratique de Corée.

## De la partition à la guerre de Corée

### Contexte
Conséquence du succès japonais dans la guerre sino-japonaise, le Japon considère la Corée comme partie de son territoire.
À la fin de la Seconde Guerre mondiale et de la capitulation japonaise les Soviétiques sont au nord après la campagne de Mongolie et Mandchourie, contre l'empire du Japon, et les Américains au sud, partitionnant de fait la Corée en deux.
Le comité populaire provisoire de Corée du Nord exerce les fonctions de gouvernement provisoire. La loi sur la réforme agraire du 5 mars 1946 abolit la propriété foncière féodale. La loi du 10 août 1946 nationalise les grandes industries, les banques, les transports et les télécommunications. Le premier code du travail est établi par la loi du 24 juin 1946 et la loi du 30 juillet 1946 proclame l'égalité des sexes. Une campagne d'alphabétisation est conduite dès fin 1945, près du quart de la population nord-coréenne étant alors illettrée.

### Formalisation de la division
La partition de fait de la Corée est entérinée fin 1948. Au Sud, les États-Unis mettent en place une administration militaire directe, avant l'organisation d'élections le 10 mai 1948 qui conduisent à la proclamation de la république de Corée le 15 août 1948.
Après la tenue à Pyongyang d'une conférence réunissant des organisations du Nord et du Sud en avril 1948, des élections législatives (organisées clandestinement au sud) sont tenues le 25 août 1948. Le 9 septembre 1948, l'Assemblée populaire suprême proclame la république populaire démocratique de Corée à Pyongyang.
La politique communiste fut loin de faire l'unanimité. Par exemple, dès 1947, de très nombreux habitants de la province de Hwanghae, vaste zone agricole situé juste au nord du 38e parallèle sur la côte ouest de la péninsule, avaient protesté contre le système de conscription mis en place par Kim Il-sung. Leurs attaches familiales et culturelles avec le Sud étaient si fortes que certains fuirent dans les collines, quelques-uns prirent les armes et d’autres traversèrent la frontière (Voir UNPIK).
Les origines de la guerre de Corée, du 25 juin 1950 au 27 juillet 1953, donnent lieu à des interprétations divergentes au nord et au sud. Pour Séoul, la guerre a été déclenchée par une agression nord-coréenne selon un plan établi préalablement en liaison avec Moscou, ce qui a été avéré par l'ouverture des archives soviétiques. Pour Pyongyang, le franchissement par ses troupes du 38e parallèle est la riposte à une attaque surprise de l'armée sud-coréenne sous commandement de conseillers américains. De fait, la multiplication des incidents de frontières témoignait d'une aggravation des tensions militaires à la veille du conflit.

## Guerre de Corée
Après une rapide avancée des troupes nord-coréennes commandées par Kim Il-sung qui occupent bientôt presque toute la péninsule, à l'exception d'une tête de pont à Pusan, les forces américaines et d'autres pays occidentaux (dont des soldats français, dirigés par le général Monclar) débarquent sous le drapeau des Nations unies le 7 juillet 1950 : le boycott par l'URSS du Conseil de sécurité de l'ONU (afin de protester contre le refus de reconnaître la république populaire de Chine comme membre permanent du Conseil de sécurité) a permis aux États-Unis de condamner la Corée du Nord comme agresseur et de faire voter une intervention des Nations unies. La contre-offensive américaine pénètre largement au nord et atteint la frontière chinoise le 26 octobre 1950. Un demi-million de soldats chinois viennent alors appuyer les soldats nord-coréens qui reprennent brièvement Séoul en janvier 1951, avant que le front ne se stabilise de part et d'autre du trente-huitième parallèle. L'armistice signé à Panmunjeom le 27 juillet 1953 est toujours en vigueur, en l'absence de traité de paix. Le maintien de plus de 30 000 soldats américains en Corée du Sud depuis 1953 est dénoncé de façon constante par Pyongyang comme le principal obstacle à la réunification, depuis le retrait des troupes chinoises au nord en 1958. C'est le seul pays à avoir un navire américain en « otage ».

## Entre 1953 et 1993
Après le très lourd coût humain et matériel de la guerre célébrée en Corée du Nord comme une victoire sur les États-Unis, le pays reconstruit son économie et s'industrialise rapidement par le mouvement Chollima, cheval ailé mythique qui parcourait 1 000 li par jour, suivant les idées du juche élaborées par le président Kim Il-sung. La Corée du Nord est alors l'un des pays dont l'économie progresse le plus rapidement au monde, suivant des taux de croissance annuels officiels supérieurs à 10 %.
Selon les statistiques établies par des analystes occidentaux, le PNB par habitant en Corée du Nord quadruple presque entre 1953 et 1960 (de 55 à 208 dollars), alors qu'il est resté presque stagnant en Corée du Sud (de 56 à 60 dollars). L'historien Bruce Cumings note qu'« un rapport interne de la CIA admettait du bout des lèvres les différentes réalisations du régime : les soins apportés aux enfants et notamment aux orphelins ; le "changement radical" du statut de la femme ; le logement gratuit ; les soins médicaux gratuits et la médecine préventive ; des taux de mortalité infantile et une espérance de vie comparable aux pays les plus avancés ».
De 1962 à 1968, le régime nord-coréen croit que le Sud se soulèvera de lui-même. Pour hâter l'apparition du « moment décisif », il envoie dans le Sud des agents subversifs et des équipes de guérilla qui sont vite neutralisés avec quelquefois de lourdes pertes dans les deux camps. Plusieurs attentats sont commis contre des membres du gouvernement de la Corée du Sud jusqu'aux années 1980, dont deux contre le président Park Chung-hee.
Les années record d'infiltration sont 1967 et 1968 avec 743 agents armés recensés sur les 3 693 infiltrés connus entre 1954 et 1992.
Le 21 janvier 1968, un commando des forces spéciales de Corée du Nord de 31 hommes attaque la Maison Bleue, la résidence présidentielle à Séoul ; 28 seront tués et un sera fait prisonnier ; 68 Sud-Coréens civils et militaires seront tués et 66 blessés ; trois soldats américains seront tués et trois autres blessés.
Le 23 janvier 1968, la Corée du Nord arraisonne le navire-espion américain USS Pueblo qui avait pénétré selon lui dans ses eaux territoriales. L'équipage, dont un membre est tué, n'est libéré qu'après 11 mois et des excuses officielles du gouvernement américain.
En octobre 1968, ce sont 130 commandos nord-coréens venus par la mer qui tentent un raid sur la côte est de la Corée du Sud : 110 seront tués et 3 autres capturés.

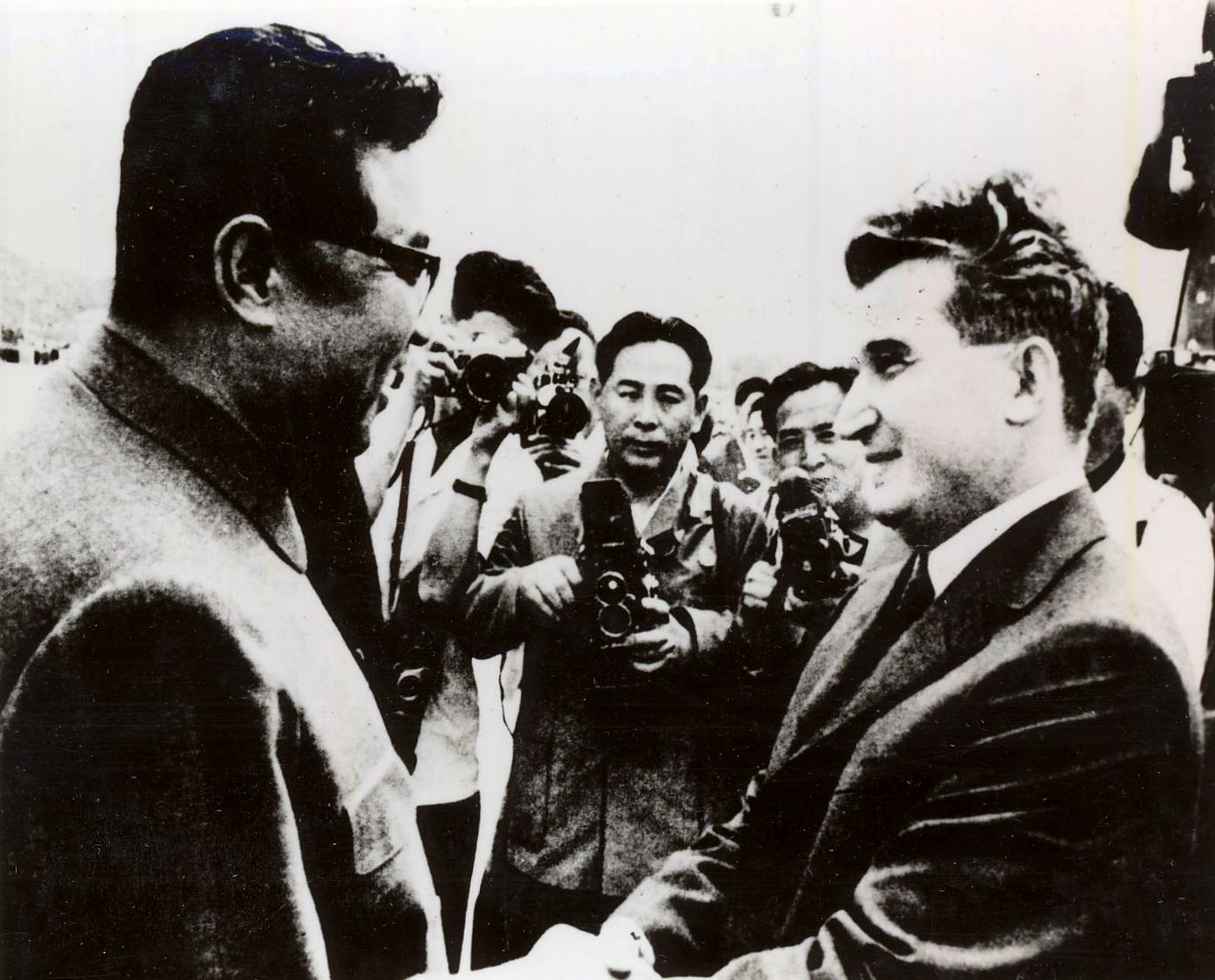
Kim Il-sung recevant Nicolae Ceaușescu en 1971.

Le 15 avril 1969, un EC-121 Constellation de reconnaissance électronique américain est abattu au-dessus de la mer du Japon, à plus de 160 km des côtes coréennes, par des MiG-21 de l'armée de l'air nord-coréenne. Ses 31 membres d'équipage sont tués.
La société nord-coréenne est sans doute l’une des plus hiérarchisées du monde. L’une des plus policières aussi : ses membres font l’objet d’une surveillance constante et sont l'objet de dossiers individuels constamment mis à jour.
En 1970, Kim Il-sung présente, au Ve Congrès du Parti des travailleurs, un système de classification structurant la société en trois classes — le noyau, les « tièdes » et les hostiles — et cinquante et une catégories. Depuis le système évolue au rythme des opérations régulières de reclassification, mais le statut de chacun continue d’être déterminé par la loyauté politique et les antécédents familiaux. Cette hiérarchie complexe régit tous les aspects de la vie sociale : elle est déterminante pour l'accès à des postes d’encadrement au sein du Parti et de l’armée mais elle influe également sur l’accès aux biens matériels. L’appartenance de classe ouvre ou ferme un accès discriminatoire à l’éducation, aux promotions et aux postes de responsabilités mais aussi aux privilèges qui y sont attachés : voitures, magasins spéciaux, appartements chauffés, soins de santé, etc.
Les premières discussions entre les gouvernements des deux Corées en vue d'un traité de paix et d'une réunification se tiennent en 1972. Dans ce cadre, la Corée du Nord propose en 1980 la constitution d'une république fédérale démocratique de Koryo sur la base d'une autonomie régionale.
La Corée du Sud accuse la Corée du Nord d'avoir organisé en 1983 un attentat à la bombe à Rangoon (actuelle Yangon) en Birmanie, qui tua 17 Sud-Coréens en visite officielle, dont quatre membres de cabinets ministériels, ainsi qu'un autre attentat qui a causé la mort des cent quinze passagers du vol 858 de Korean Airlines. Les éléments de preuve manquent à l'appui et le gouvernement nord-coréen nie toute implication dans l'attentat de Rangoon. Un agent nord-coréen aurait en revanche reconnu avoir placé une bombe dans l'attentat du vol de Korean Airlines.
En septembre 1984, la Corée du Nord verse une aide de 12 millions de dollars aux victimes d'inondations en Corée du Sud.
Le 21 septembre 1991, les deux Corées intègrent officiellement l’ONU et trois mois plus tard, elles signent un « accord de réconciliation, de non-agression, d’échanges et de coopération ». Selon Jeong Se-hyun (en), ministre sud-coréen de l’Unification entre 2002 et 2004, les dirigeants nord-coréens veulent alors profiter de ce réchauffement diplomatique pour normaliser leurs rapports avec les États-Unis. Ainsi en janvier 1992, Kim Il-sung envoie son propre secrétaire au siège de l’ONU à New York pour une rencontre secrète avec un délégué américain. L'ambassadeur nord-coréen est alors porteur d’un seul message : « Nous renonçons à réclamer le retrait des troupes américaines du Sud ; en contrepartie, vous garantissez que vous ne remettrez pas en cause l’existence de notre pays. » George H. W. Bush, alors président des États-Unis, répond à l’offre nord-coréenne par le silence. C’est à ce moment que Kim Il-sung lance sa politique de nucléaire militaire, convaincu que Washington souhaitait rayer son pays de la carte. Ce sont donc les menaces américaines qui ont vraisemblablement incité la Corée du Nord à se doter de l'arme nucléaire, et qui encore aujourd'hui bloquent le processus d'unification des deux Corées.
Le lancement, en 1991, en pleine période d’opulence statistique, de la campagne « ne mangeons que deux repas par jour », permettait de douter, dès le début des années 1990, de la réussite affichée dans les discours officiels[Quoi ?].

## Famine et aide humanitaire internationale
Entre 1994 et 1998, une importante famine a touché la Corée du Nord. Les estimations du nombre des victimes sont très variables, de 220 000 (selon les données officielles) à plus de trois millions de morts selon certaines ONG. L'urgence est telle que pour la première fois de son histoire, le pays sort de son isolationnisme et demande une aide humanitaire des pays étrangers en juin 1995.
Les raisons de cette crise sanitaire sont multiples selon les sources. Les autorités nord-coréennes soulignent l'impact négatif des inondations de 1995 et 1996, puis de la sécheresse de 1997 qui en est la cause. Pour les observateurs internationaux, comme Amnesty International ou encore Médecins sans frontières (MSF), le système économique en serait également responsable, ainsi que la rupture des liens économiques et stratégiques après la disparition de l'Union soviétique et la normalisation des relations entre la Chine et la Corée du Sud.
En 1995 et 1998, Pyongyang a bénéficié de volumes sans cesse croissants d’aide alimentaire (plus d’un milliard de dollars en quatre ans)  et l'appel lancé en 1999 par les Nations unies, pour un montant de 376 millions de dollars, représente le second programme d’assistance internationale après l’ex-Yougoslavie, essentiellement pour raisons politiques et éviter l'écroulement potentiellement catastrophique du régime.
L'aide étrangère d'origine publique et privée est continue depuis cette époque. Les États-Unis, débloquant par exemple, en octobre 1998, 300 000 tonnes d’aide alimentaire mais la Corée du Sud étant de loin le premier fournisseur, la Corée du Nord n’accepte plus d’aide humanitaire d'urgence depuis fin 2006 et attend un soutien sous forme d'aide au développement.

## Depuis 1993: crise nucléaire et présidence de Kim Jong-il
En mai 1993, la Corée du Nord lança un missile Rodong qui acheva sa course en mer du Japon (appelée mer de l'Est par les Coréens).
En 2003, la Corée du Nord s'est retirée du traité de non-prolifération nucléaire (TNP), dans un contexte de crise diplomatique sur les armes nucléaires en Corée du Nord. Faute de résolution de la question nucléaire dans la péninsule coréenne, la Corée du Nord n'a pas réintégré le TNP.
Après la mort du président Kim Il-sung le 8 juillet 1994, dans ce contexte de crise nucléaire (voir l'article détaillé sur les armes nucléaires en Corée du Nord), la Corée du Nord a observé un deuil national de trois ans, jusqu'en 1997, correspondant à la durée de deuil du père dans la société coréenne traditionnelle. Kim Jong-il a succédé à son père Kim Il-sung comme principal dirigeant de la Corée du Nord. Il exerçait les fonctions de président du Comité de la défense nationale de la RPD de Corée.
Le 31 août 1998 la Corée du Nord a procédé à une tentative de lancement d'un satellite artificiel, le Kwangmyŏngsŏng-1, depuis un missile balistique Taepodong qui a survolé Honshu, la principale île du Japon, qui n'a pas été prévenu de ce tir.[pas clair] Aucune trace du satellite n'ayant pu être trouvée malgré l'annonce officielle du succès de ce vol, les spécialistes estiment que l'étage supérieur serait tombé en panne avant la mise sur orbite.
Le 15 juin 2000, à l'initiative du président de la Corée du Sud Kim Dae-jung (qui lui vaudra le prix Nobel de la paix en 2000), est signée à Pyongyang la déclaration commune Nord-Sud entre les deux dirigeants coréens en vue d'une réunification de la Corée indépendante et pacifique.
Le 23 avril 2004, une catastrophe ferroviaire fait au moins 161 morts et une zone de 800 mètres de rayon a été rasée par l'explosion dans la ville de Ryongchon.
En octobre 2005, le gouvernement revient sur quelques-unes de ses réformes économiques, ce qui laisse craindre une dégradation de la situation alimentaire.
La Corée du Nord tire sept missiles balistiques le 4 juillet 2006, cela entraîne une situation de tension internationale qui se prolonge avec le premier essai nucléaire souterrain nord-coréen le 9 octobre 2006 et entraîne une condamnation de la communauté internationale (y compris la république populaire de Chine, principal soutien de la Corée du Nord).
En 2003, un groupe des six comprenant les deux Corées, la Chine, les États-Unis, le Japon et la Russie entament des discussions qui s'achèvent du fait d'un test nucléaire par la Corée du Nord, en 2009.

## Présidence de Kim Jong-un: de son ascension à la pandémie

Dynastie Kim
Kim Il-sung 1948-1994
Kim Jong-il 1994-2011
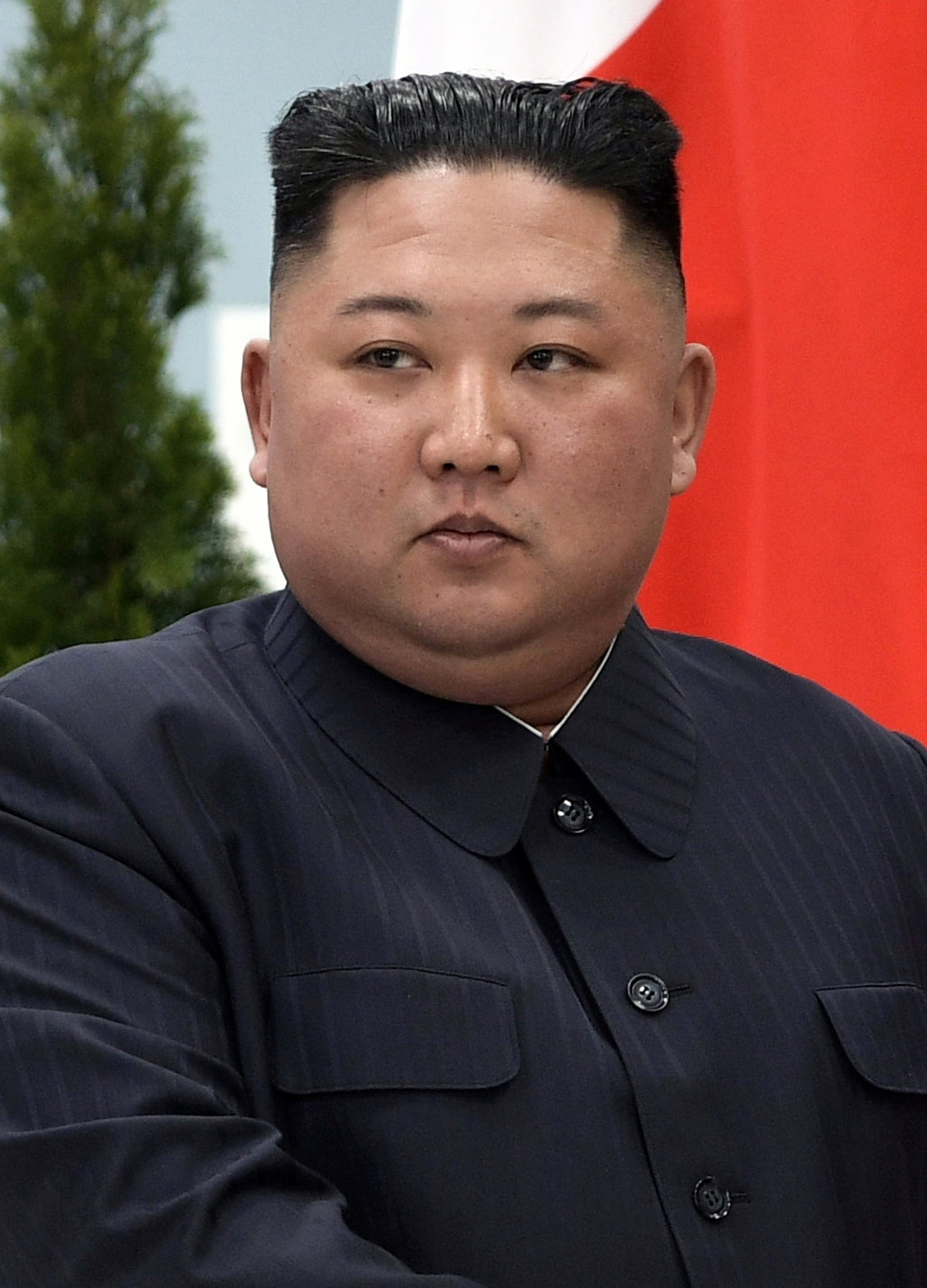
Kim Jong-un 2011-présent

Le 17 décembre 2011, Kim Jong-il meurt soudainement alors qu'il voyage en train. Son fils cadet, Kim Jong-un, âgé de vingt-sept ans, lui succède.
Le 12 décembre 2012, Pyongyang a annoncé avoir lancé une fusée à longue portée depuis son centre spatial de Sohae (dans le Nord de la province de Pyongan) et placé en orbite un satellite qui est la deuxième version du Kwangmyongson-3. Ce lancement fait suite à l'échec d'avril 2012 qui avait vu la fusée Unha-3 se désintégrer peu après le décollage et tomber dans la mer,.
Entre 2015 et 2018, des discussions entre les deux pays ont eu lieu à Bruxelles.
En Corée du Sud, Moon Jae-in nouvellement élu aux élections de mai 2017 — partisan d'un rapprochement avec la Corée du Nord et né d'un père nord-coréen — se dit prêt à se rendre à Pyongyang. Il concède aux États-Unis le déploiement en Corée du Sud du système de missiles anti-balistiques THAAD à la condition que le président américain ne l'emploie pas sans le consulter.
À l'été 2017, à la demande de la Corée du Sud des discussions sont ouvertes avec la Chine, l'Union européenne, la Corée du Nord et les États-Unis.
Pour les Jeux olympiques d'hiver de 2018 de Pyeongchang, Moon Jae-in invite Kim Yo-jong — la sœur de Kim Jong-un —. Début mars 2018, par l'intermédiaire de son conseiller à la sécurité nationale Chung Eui-yong, il transmet au président américain Donald Trump la demande du dirigeant nord-coréen de le rencontrer. Une rencontre entre Moon Jae-in et Kim Jong-un est prévue pour la première fois en Corée du Sud. Le président sud-coréen entend profiter du sommet pour tenter de signer officiellement la paix, la Corée du Sud ayant refusé de signer l’armistice de 1953. Le rapprochement inter-coréen suscite un large enthousiasme au sein de la population sud-coréenne : la popularité de Moon Jae-in atteint 68 % en avril 2018.
Kim Jong-un entreprend avec sa sœur Kim Yo-jong une entreprise de dédiabolisation.
Les 5 et 8 décembre 2017 : Jeffrey Feltman du Département des affaires politiques de l'ONU, après sa visite en Corée du Nord a déclaré espérer une solution négociée.
Le 9 janvier 2018, lors d'une rencontre, les nord-coréens et sud-coréens s'accordent sur la présence d'athlètes et de délégués aux prochains Jeux olympiques d'hiver de Pyeongchang.
En février 2018, des premiers signes de rapprochement ont été montrés à l'occasion des Jeux olympiques d'hiver de 2018,.
Le 27 avril 2018 se tient un sommet réunissant les représentants des pays dont les capitales sont Pyongyang et Séoul, précédant un sommet américano-nord-coréen alors prévu pour le mois de mai.
En 2018, Kim rencontre par deux fois Xi Jinping avant qu'ait lieu à Singapour un sommet médiatisé réunissant les leaders des deux nations: Corée du Nord et États-Unis, dans le chemin d'une sortie de crise. La BBC considère alors que Kim Jong-un devient un homme d’État à la stature internationale.

## Camps de prisonniers en Corée du Nord
Paragraphe manquant à compléter - Résumer de la situation dans les camps.
Lien vers article wiki sur un des camps : Camp de concentration de Yodok

## Après la pandémie
Le gouvernement de Kim Jong-un exacerbe les tensions depuis février 2023 avec le lancement de multiples missiles en direction de la mer du Japon, le Japon le décrit comme une mise en danger de la paix internationale, les États-Unis et la Corée du Sud menacent de représailles. La Corée du Nord assure « mettre fin à la Corée du Sud » voire l'« anéantir » en cas d'attaque de la part de ce dernier,. Décembre 2023, Kim Jong-un prépare son armée à une potentielle guerre.